# 山口用水

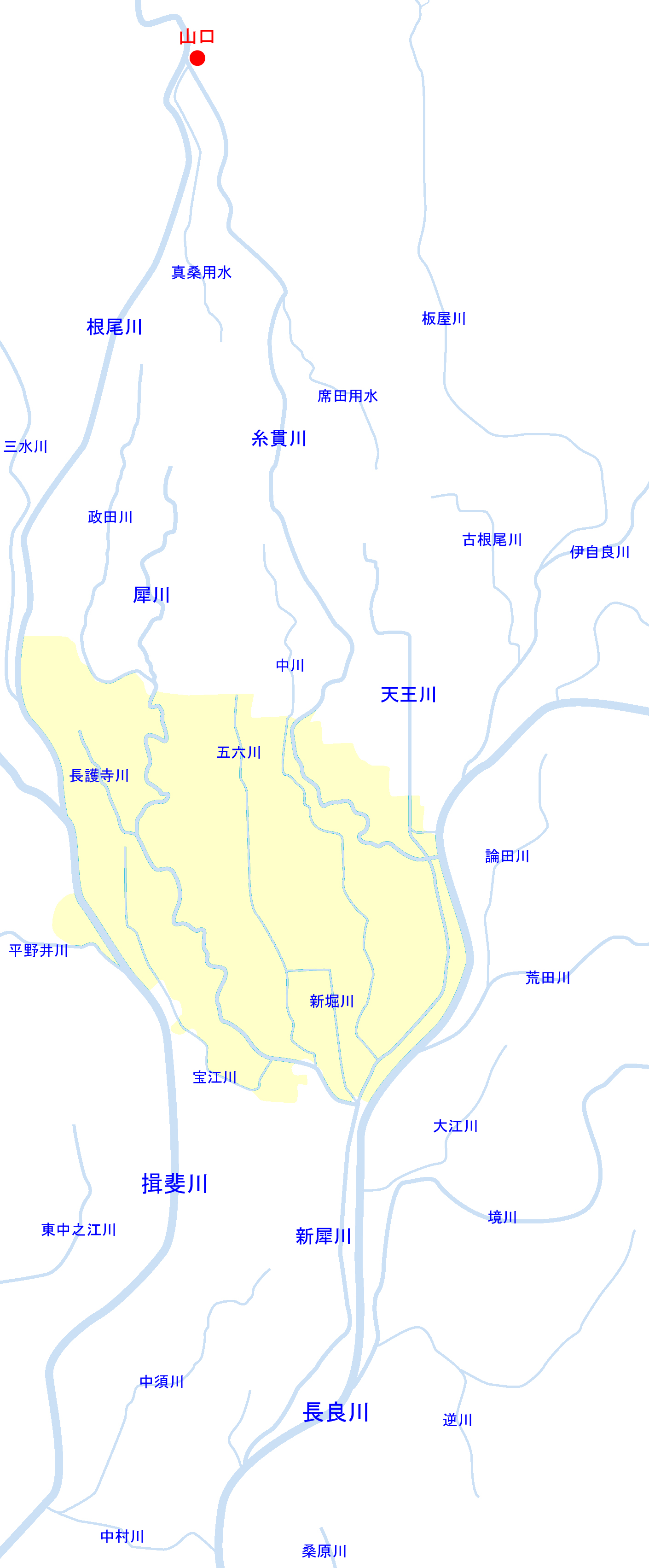
現在の瑞穂市（着色部）周辺河川の位置関係図

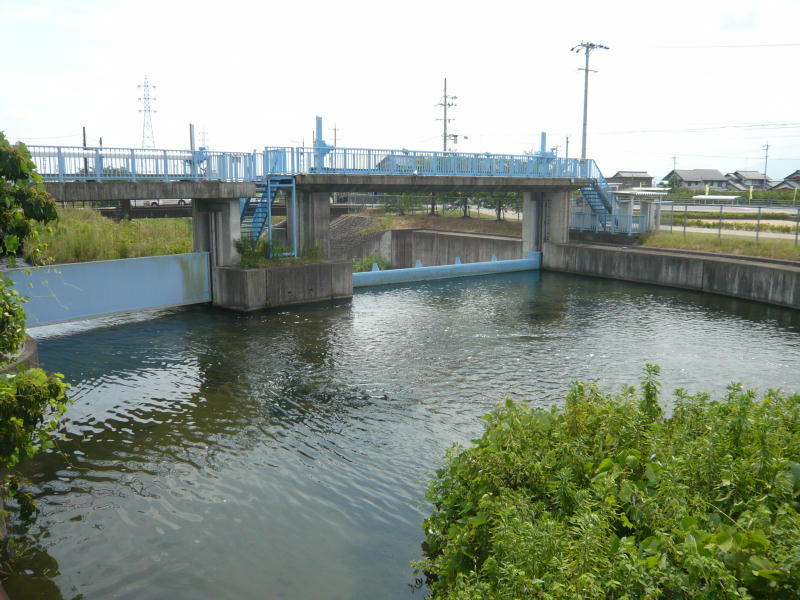
本巣市上保の糸貫川と席田用水の分水口

山口用水（やまぐちようすい）は、岐阜県本巣市山口にある根尾川の山口頭首工で取水する農業用水。

## 地理
山口用水は糸貫川西岸に供給する真桑用水（まくわようすい）と、糸貫川東岸に供給する席田用水（むしろだようすい）に大きく分けられる。山口頭首工で取水するまず貯水池へと導水され、分水樋門で真桑用水と糸貫川に分けられ、本巣市上保で糸貫川から席田用水が分岐する。
山口用水が用水を供給するのは本巣市・瑞穂市から岐阜市北西部までの広範囲に及ぶ。排水路も広範囲に広がっており、糸貫川西岸では糸貫川が合流する犀川の支川が主要排水路であり、糸貫川東岸では犀川の支川のほかに伊自良川に合流する古根尾川も末端部の排水路の1つとなっている。
なお、席田用水は疏水百選にも選定されており、本巣市曽井中島付近はゲンジボタルの繁殖地として知られほたる公園が整備されているが、岐阜県の河川調書では同区間は糸貫川に相当しており、その境目は判然としない。

## 歴史

### 初期の用水の整備
この地域の農業用水の起源は、水稲栽培の記録などから弥生時代であると考えられている。
現在の本巣市山口付近から本巣市海老・本巣市下真桑・北方町北方付近までは根尾川が形成した扇状地が広がっており、根尾川は洪水の度に本巣市山口以下の河道を何度も変えていた。7世紀ごろには現在の本巣市山口以下の現河道は存在せず、現在の岐阜市西郷や黒野を経て長良川へと合流する「古根尾川」と犀川の2つに分岐していた。
奈良時代前半に起きたとされる洪水で糸貫川が生じると、水量が激減した古根尾川流域では農業用水が不足するようになる。そのため中世末期までに、糸貫川から取水して東岸の席田郡など旧古根尾川流域に農業用水を供給する席田用水が整備され、同時期に山口で糸貫川から取水して西岸の本巣郡真桑周辺に農業用水を供給する真桑用水の開発が行われた。

### 藪川の出現と対立の始まり
1530年（享禄3年）の大洪水で根尾川の現河道（藪川）が出現するが、一説には真桑用水の取水口を破って出現したとも伝えられる。藪川の出現により犀川の分派口は塞がれ、本流が藪川に移ったために糸貫川の水量は激減する。藪川からの取水が可能な真桑用水は十分な水量が確保されたが、依然として糸貫川から取水する席田用水は取水が困難となる。
席田用水側の村々は美濃国守護大名の土岐頼芸に対して、山口で藪川を堰止めて糸貫川へと水を通すことを申し出て「一ノ井大堰」を築くが、1532年（享禄5年）に真桑用水側によって堰が壊される騒動が発生する。この事件に対して土岐頼芸は真桑用水側に堰の修理を命じて、真桑用水は席田用水から分岐する形で取水するように定めた。席田用水の優位性を認めた形だが、これが後の時代までの対立を招いた。

### 四分六分の分水
2つの用水はともに根尾川を水源として広大な灌漑地域を担うがゆえに、旱魃が続くとしばしば水不足が発生したが、席田用水から取水するという不利な立場にあった真桑用水は特に深刻な状態であった。
1625年（寛永2年）は旱魃が続いた。真桑用水側は「将軍に献上する瓜の灌漑」を口実に席田用水側に水の分配を要求し、この要求が届いた美濃郡代の岡田善同が席田用水側に分配を申し入れるが、席田用水側は応じなかった。真桑用水側は1634年（寛永11年）に美濃郡代の岡田善政に分水を訴え出るが、席田用水側は旧来からの証文や慣行から既得権を主張し、席田用水側の主張が認められた。
1637年（寛永14年）の旱魃で真桑用水側は、一ノ井大堰を取り壊して藪川に水を流すことを岡田善政に願い出たため、岡田善政は加納藩主の大久保忠職に申し入れを行う。席田用水側は岡田善政に、取水量が年貢の完納率に影響するとして反論を試みるが、争論の過程で岡田善政は新しい用水の分配方法を提示する。その内容は「水田の広さをもとに真桑用水四分・席田用水六分の割合で分配する」というもので、優先権を損なう席田用水側は水量を減らされるならば年貢の完納は不可能だと反論し、これを受けた岡田善政は現状では不公平だと真桑用水側を弁護するにとどまり結論には至らなかった。
真桑用水側の度重なる訴訟を深刻に受け止めた江戸幕府は、問題に対処するために現地の領主であった戸田氏鉄と松平光重に話し合いで解決することを促し、岡田善政を交えた3者での話し合いの結果「四分の水を真桑用水側に譲る」ことで合意する。これを受けて江戸幕府は、1640年（寛永17年）に岡田善政らを検使役として現地に派遣して新溝を掘り、渇水時には真桑用水側に12時間・席田用水側に18時間全ての水を流すことで4：6の割合で分水する「四分六分」の番水制を定めた。
裁定は真桑用水側に有利なものであったが、これには真桑用水の中心地であった上真桑村・下真桑村が天領であったことや、下真桑村が岡田善政の所領であったことも影響していると考えられる。この裁定により席田用水・真桑用水の対立は終結するが、その後は各用水内の村々の争いが明治まで続いた。

### 糸貫川締め切りと取水口の統合
時代を経ると河床上昇により糸貫川の徐々に水量は減少し、水無川となることが増えたため取水が困難となる。1921年（大正10年）から始まった木曽三川の上流改修の一環として、1944年（昭和19年）に根尾川からの糸貫川分派口の締め切り工事が行われ、1950年（昭和25年）に糸貫川締め切り地点に山口頭首工と取水樋門が建造され、水を貯水池へと導流して分水樋門で席田用水・真桑用水に配分するように改修が行われた。